# Тамсулозин
Тамсулозин (омник, тамсулон, фокусин) — лекарственное средство, избирательный блокатор α-адренорецепторов, в основном используется при симптоматической терапии доброкачественной гиперплазии предстательной железы (для лечения дизурических расстройств) и как способствующее выведению почечных камней из мочевыводящих путей средство.

## Свойства
В готовых лекарственных формах используется в виде гидрохлорида. По физическим свойствам гидрохлорид тамсулозина представляет собой белые кристаллы, плохо растворимые в воде и метаноле, малорастворимые в ледяной уксусной кислоте и этаноле, практически нерастворимые в эфире.

## Фармакология
Избирательно и конкурентно блокирует постсинаптические α1А-адренорецепторы, находящиеся в гладкой мускулатуре предстательной железы, шейке мочевого пузыря и простатической части мочеиспускательного канала. Снижает тонус гладкой мускулатуры указанных органов, улучшая отток мочи.
Способность тамсулозина воздействовать на α1А подтип адренорецепторов в 20 раз превосходит его способность взаимодействовать α1B подтипом адренорецепторов, которые расположены в гладких мышцах сосудов. Благодаря своей высокой селективности, тамсулозин не вызывает клинически значимого снижения системного артериального давления как у пациентов с артериальной гипертензией, так и у пациентов с нормальным исходным артериальным давлением.
Терапевтический эффект наступает через 2 недели после начала лечения.
Абсорбция — высокая (более 90%). Время достижения максимальной концентрации (TCmax) после однократного приёма внутрь 0,4 мг — 6 часов. Связь с белками плазмы — 94−99%. Объём распределения незначителен и составляет 0,2 л/кг.
Медленно метаболизируется в печени с образованием фармакологически активных метаболитов. Большая часть присутствует в крови в неизменённом виде. Выводится почками (4−9% в неизменённом виде). Период полувыведения (T1/2): 10−12 ч для капсул пролонгированного действия и 15−19 ч для таблеток с контролируемым высвобождением.

## Применение
Основная область применения препарата — лечение дизурических расстройств при доброкачественной гиперплазии предстательной железы. Также имеются спорные данные об эффективности применения препарата в качестве терапевтического средства при мочекаменной болезни.